# بومادران شریف
 بومادران شریف، بومادران تماشایی (نام علمی: Achillea nobilis) نام یک گونه از سرده بومادران است.